# Göteborgs romanfestival
Göteborgs romanfestival (ibland GBG Roman eller GBG Romanfestival) är en litteraturfestival som arrangerats på Göteborgs litteraturhus och Musikens hus.
Festivalen ägde inledningsvis rum åren 2017 och 2018 och återkom därefter 2020. Initiativtagare till festivalen är författarna Mattias Hagberg och Martin Engberg. Festivalen organiseras genom föreningen Skrift och uppbar vid starten stöd från Göteborgs kommun, Kulturrådet och Svenska Akademien.